# Дилялевка
Дилялевка — река в Вологодской области России.
Протекает по территории Вологодского района в северо-восточном направлении. Впадает в Кубенское озеро в районе деревни Дилялево. Длина реки составляет 11 км. Вдоль течения реки расположены населённые пункты Новленского сельского поселения — деревни Гриденское, Владычнево и Дилялево.

## Данные водного реестра
По данным государственного водного реестра России относится к Двинско-Печорскому бассейновому округу, водохозяйственный участок реки — озеро Кубенское и реки Сухона от истока до Кубенского гидроузла, речной подбассейн реки — Сухона. Речной бассейн реки — Северная Двина.
Код объекта в государственном водном реестре — 03020100112103000005078.